# 東宕渠郡
東宕渠郡，中国南北朝时设置的郡。
南朝宋元嘉年间，侨置东宕渠郡，属益州，以在南宕渠郡之东得名。南朝齐武帝永明八年（490年）之前置東宕渠郡，属梁州，为东宕渠獠郡。治所在宕渠县（今重庆市合川区），下辖济山县、油潘县。辖境相当今重庆市合川区、四川省武胜县及南充市南部地区。南梁复为东宕渠郡，改属楚州，辖境缩小。辖境相当今合川区、铜梁区、武胜县等地。西魏恭帝三年（556年）改为垫江郡。
南朝齐同时在附近设置東昌魏郡、弎水郡、思安郡、宋昌郡、南泉郡、归宁郡、东楗郡、南汉郡、齐兆郡、新化郡、宁章郡、邻溪郡、归复郡，荒或无民户。